# Семязино (аэропорт)
Владимир (Семязино) — аэропорт города Владимира. С 20 февраля 2015 года после 20-летнего перерыва было возобновлено пассажирское сообщение с Санкт-Петербургом, которое с 1 апреля 2015 года работало как регулярное пассажирское сообщение вплоть до отмены с января 2017 года. 4 августа 2017 года полёты снова возобновились. В ноябре 2017 года в аэропорт Семязино полёты отменены. В апреле 2023 года сообщили о реконструкции аэропорта, для этого нужны дополнительные территории. Поэтому будет ликвидировано ОНТ "Полёт", которое находится вблизи аэропорта. По словам главы региона, в 2027 году, аэропорт начнёт принимать гражданские рейсы.

## Описание
Аэропорт принадлежит государственному бюджетному учреждению Владимирской области «Владимирская база авиационной охраны лесов» (ГБУ ВО «Владимирская авиабаза»), эксплуатирующему самолёты Ан-2, Ан-24, Ан-26, Ан-30, Ан-72, Ил-103, вертолёты Ми-8.
Является аэродромом совместного базирования. Помимо гражданской авиации, здесь также базируются:
- Военные.
- Владимирский областной АСК ДОСААФ России (самолёты Ан-2, Cessna 182, вертолёты Robinson R44,ми-2)
- ФГБУ «Авиационно-спасательный центр» МЧС России, (вертолёт Ми-8).

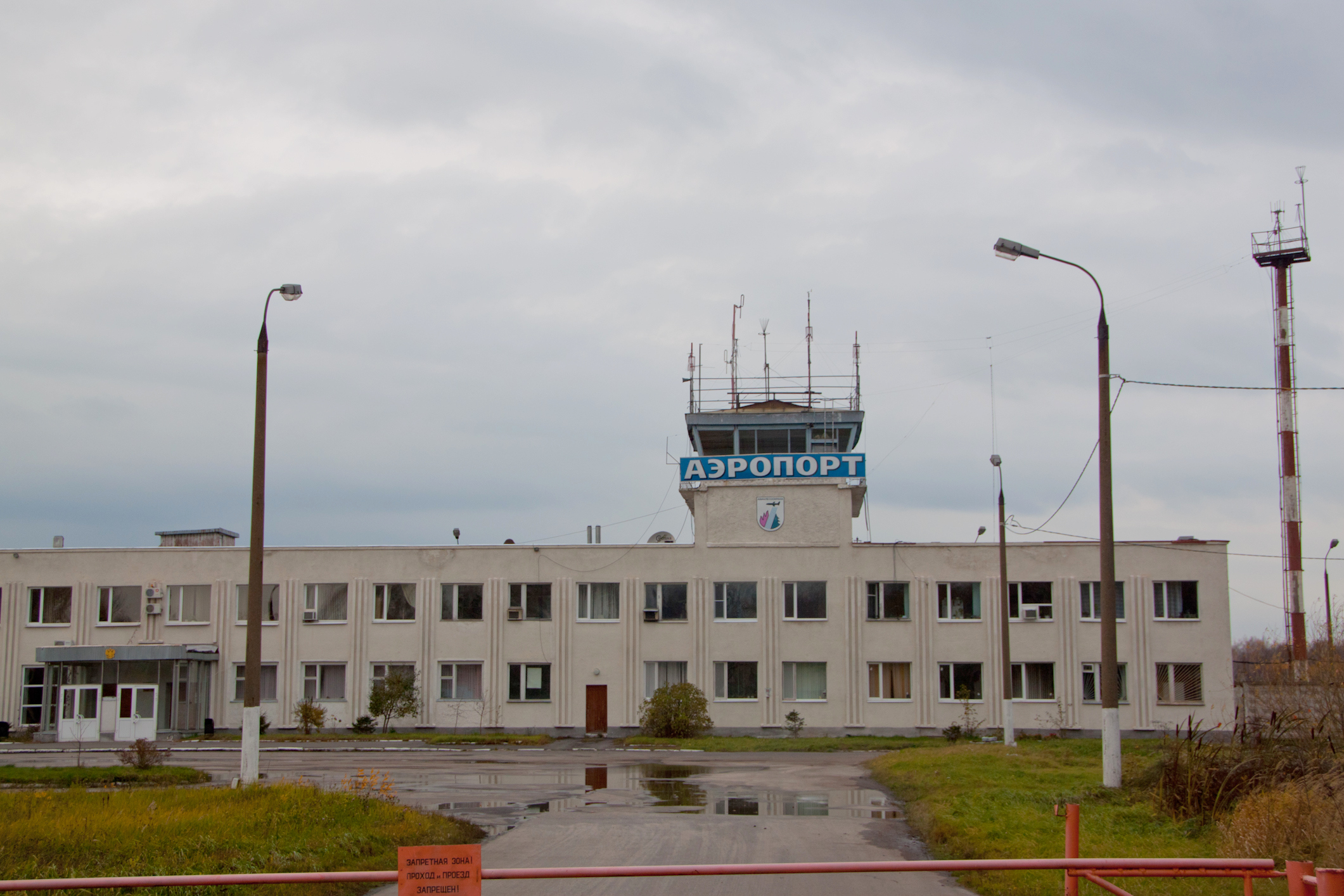
Здание аэропорта Семязино (2012)

20 января 2015 года Семязино посетил глава Росавиации Александр Нерадько, оценивший готовность аэропорта к приёму пассажиров. 1 апреля 2015 года аэропорт Семязино после 24-летнего перерыва возобновил регулярные авиарейсы.

## Характеристика аэропорта
Летное поле имеет форму многоугольника с размерами 2800×900 м. Искусственная взлетно-посадочная полоса имеет асфальтобетонное покрытие с размерами: длина — 1909 м, ширина — 42 м, толщина — 0,11/0,18 м. Истинный путевой угол ИВПП составляет 208°56'. Владимирский аэродром пригоден для взлёта и посадки воздушных судов гражданской авиации в светлое время суток при использовании основной системы посадки.
Учреждение является аэропортом регионального значения, осуществляющим весь спектр услуг, связанных с выполнением авиационных работ на территории Владимирской области.
Принимаемые воздушные суда (согласно Свидетельству о государственной регистрации аэродрома, с имениями):
Принимаемые воздушные суда:
- Ан-24, Ан-26, Ан-30,  Embraer ERJ-145
- Ан-2, Ан-2, Pilatus PC-12 , Tecnam P2006 Twin  , Tecnam P2002 Sierra
- Вертолёты всех типов.

Максимальный взлётный вес воздушного судна 25 тонн. Классификационное число ВПП (PCN) 28/F/D/X/T.

## Показатели деятельности
| год        | 2014 | 2015 | 2016 | 2017 |
| пассажиров | 541  | 5078 | 3752 | 804  |
| Источники: |      |      |      |      |

## Маршрутная сеть
С 1 апреля 2015 до аэропорта запущены регулярные автобусные рейсы: ТЦ «Глобус» — пл. Ленина — аэропорт Семязино.
С января 2017 года авиакомпания «Псковавиа» прекратила полёты в аэропорт города Владимира из-за отсутствия субсидирования и долга перед аэропортом.
В феврале 2017 года стало известно, что администрация Владимирской области ведёт переговоры с авиакомпаний «Комиавиатранс» о запуске регулярных рейсов в Санкт-Петербург и Сочи.
4 августа 2017 года возобновились полёты в Санкт-Петербург на самолётах авиакомпании «Комиавиатранс».
С ноября 2017 года авиакомпания «Комиавиатранс» прекратила полёты в аэропорт города Владимира.
На данный момент выполняются аэропрыжки на самолётах Ан-2, выполняются учебные полёты на Ан-24, Ан-26, Ан-30 и Ан-72, и тренировки Лесоохраны на самолётах Ан-2 и вертолётах Ми-8
К 2027 году планируется полная реконструкция аэропорта для выполнения гражданских рейсов.
Будет улучшена ВПП (длина: с 1910 метров до 2600 метров. Ширина: с 42 метров до 63 метров). Здание аэропорта будет перестроено. Аэропорт сможет принимать такие самолёты, как: Sukhoi Superjet 100, Boeing 737, Airbus A320 и др.